# The Pinker Tones
The Pinker Tones es un dúo musical catalán de Barcelona (España) creado en 2001. Formado por "Mister Furia" (Salvador Rey) y "Professor Manso" (Alex Llovet), alias artístico de sus dos componentes, su música se caracteriza por la fusión de estilos con la presencia de música electrónica, pop, funk, soul, bossa nova, breakbeat, swing, lounge y psicodelia. Sus canciones están compuestas en castellano, francés, inglés y alemán.
Reconocidos nacional e internacionalmente sus trabajos y actuaciones han recibido muy buenas críticas por parte de medios especializados en todo el mundo. Desde la publicación de su segundo álbum, The Million Color Revolution (2005), con su propio sello Pinkerland Records (fundada por la banda y el sello británico Outstanding Records) e internacionalmente por el sello alternativo Nacional Records, The Pinker Tones han realizado más de 300 espectáculos en más de 40 países.

## Historia

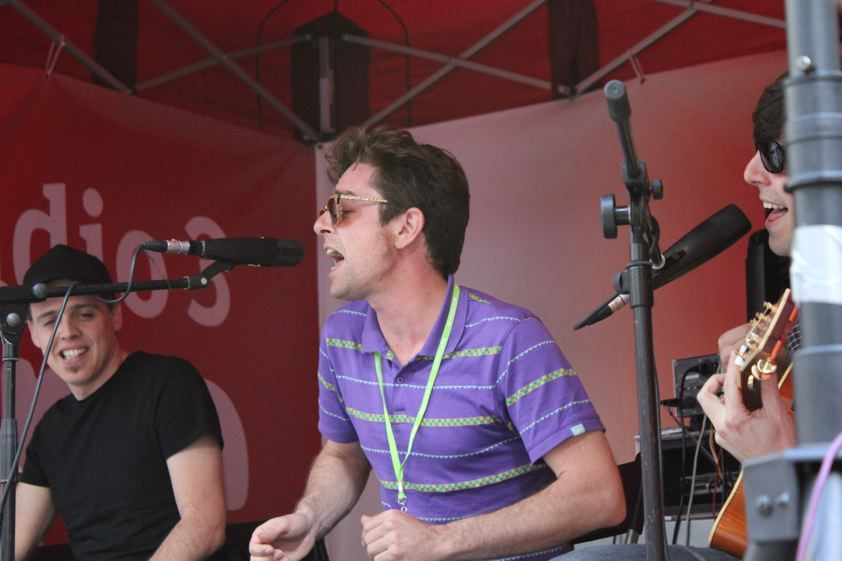
The Pinker Tones (2010)

### Primera etapa (2002-2012)
En "Pinkerland", un pequeño estudio de una azotea en el centro de Barcelona, The Pinker Tones crearon su primer álbum, The Pink Connection (2002), publicado en 2003 en Japón bajo el nombre de Mission Pink en el sello japonés Rambling Records. El álbum se reeditó, renombrándose como The BCN Connection (2004), con el sello británico independiente Outstanding Records en todo el mundo. Los vídeos de sus singles «Mais Pourquoi?» y «Viva la Juventud» comenzaron a aparecer en MTV Europa y otros canales de todo el mundo. El vídeo de «Mais Pourquoi?» pasó 19 semanas en el top 20 de MTV España Dance Floor Chart.

"El nombre del grupo es una combinación de varios orígenes. Por un lado, la agencia de detectives Pinkerton, una agencia de detectives norteamericana.(...) Por otro lado, tendríamos la Pantera Rosa, uno de los momentos gloriosos de la animación, porque es un personaje con mucho sentido del humor y de autoparodia, y a la vez mucha elegancia, y el hedonismo francés. Y todo eso metido en una coctelera se convirtió en los Pinker Tones."
The Pinker Tones (2008) 

Durante este tiempo produjeron varios álbumes y sencillos de bandas españolas e internacionales, compusieron un par de bandas sonoras de películas (Sincopat & Survival Train) y dedicaron parte de su tiempo a la experimentación con remixes. Por ejemplo en 2008 produjeron el disco de la cantante Virginia Maestro publicado bajo el título y seudónimo de Labuat (2009).

"La inspiración no sale de ningún grupo, sino de la buena música, de la historia de la música. Somos grandes consumidores de todo tipo de arte. Te influencia todo, lo que ves, lo que oyes y lo que vives, es importante que te pasen cosas para tener cosas que contar. Si te encierras en casa y no vives, por muy creativo que seas, llegará un momento en que no te quedarán cosas que contar. Es mucha pintura, mucha música, mucha literatura, cine, y las vivencias, los viajes, la amistad, el amor... Muchas cosas"
The Pinker Tones (2008) 

Para su segundo disco, The Million Colour Revolution (2006), el dúo además de editarlo en su propio sello Pinkerland Records firmó con el sello estadounidense basado en música hispanoamericana alternativa Nacional Records. El disco alcanzó el número 1 en álbumes generales en E-music adelantando a figuras como Coldplay, Johnny Cash y Cat Power. The Million Colour Revolution también entró en el Top 10 en iTunes Top Latin Albums. Las canciones «Sonido Total» y «Karma Hunters» forman parte de la banda sonora del videojuego Forza Motorsport 2.

"Queríamos tener un poco más de control, para que la gente pudiera escuchar nuestra música. Había que hacer más trabajo aquí, y como no vimos que ningún sello se lo acabara de tomar en serio, pensamos en hacerlo nosotros mismos, distribuirlo con una distribuidora pequeñita. Y luego pues en otros países hacemos licencias, está claro. Pero nos encantaría en el futuro editar cosas que nos gusten. Pero de momento editaremos lo nuestro y si podemos en el futuro pues ya veremos."
The Pinker Tones (2006) 

Su siguiente disco se trata de un álbum de remixes y colaboraciones, More Colours! The Million Colour Revolution Revisited Twice (2007) que revisiona, sin incluir nuevo material, su álbum anterior con una lista de artistas como The Submarines, Kinky, Nortec Collective, Zeta Bosio de Soda Stereo y del Instituto Mexicano del Sonido.

"Hay una interacción con los cacharros que llevamos que se modulan a mano, analógicos, y con la cosa más cuadrada del DJ, y la mezcla de sintes analógicos, percusiones electrónicas, dan un punto de humanidad que, de alguna manera se siente la vibración de un concierto de rock con la dinámica de un set de DJ. Eso está muy bien porque puedes mantener la atención durante mucho más rato que en el formato de final de canción, aplausos, gracias, y tal. Son bloques mucho más ininterrumpidos, puedes hacer lo mismo pero de forma más continuada, y eso es lo atractivo del DJ set."
Mr. Furia (2006) 

Para el tercer álbum de estudio de su trayectoria, titulado Wild Animals (2008), contaron con la colaboración de Jimmy Lindsay (Cymande) y Amparo Sánchez (Amparanoia). Incluye el tema «Electrotumbao» del álbum Wild Animals, se encuentra en la banda sonora del videojuego de simulación de carreras Need for Speed: Undercover.

"Nos interesa mucho todo el tema de la imagen, controlamos nosotros nuestras fotos, los videoclips los escribimos con los realizadores, todo nos importa mucho. Entre otras cosas porque los dos venimos del cine, de la literatura, de la fotografía. Y si alguien tiene que gastarse un dinero en comprarse un disco, porque los discos con carísimos."
The Pinker Tones (2006) 

Su cuarto álbum de estudio, Modular (2010), incluye canciones como «The Whistling Song» y «Sampléame» que forman parte de las bandas sonoras de los videojuegos FIFA 09 y FIFA 11 respectivamente (EA Sports). También, la canción «Sampléame» apareció en el capítulo 1x17 de la serie de televisión Switched at Birth de la cadena de televisión norteamericana ABC. El grupo decidió regalar el álbum como manera de visibilizar la hipocresía respecto a la piratería musical y la demonización de los usuarios por parte de las administraciones.

"Como muchas ideas, surgió del azar. Estábamos acabando de pulir el álbum y nos encontrábamos dándole vueltas a la cabeza para decidir cómo lanzarlo. Lo único que teníamos claro era que tenía que llegar al máximo de personas posible. De modo que el mejor modo era regalándolo. Lo más importante de todo esto es el gesto, aun sabiéndonos muy mal que, ni mucho menos, todos nuestros seguidores consiguieron una copia. En España no se venden discos. Así que gastarnos una cantidad industrial de dinero para promocionar el álbum por las vías habituales, haciendo cuentas, no valía la pena. No pensamos sentar cátedra con esto. Aunque sí queríamos poner sobre la mesa toda la hipocresía existente sobre la piratería y la demonización de los usuarios por parte de las administraciones. La gente escucha más música que nunca en estos momentos. Pero ni mucho menos el valor de un disco ronda los veinte euros."
The Pinker Tones (2010) 

El quinto y hasta 2019 último álbum de música electrónica del grupo es Life In Stereo (2012).

"Bailando entras en un tipo de trance que te hace salir de tu pensamiento y te libera. Creo que eso genera momentos muy intensos de felicidad, por la pérdida de conciencia del yo, sumada al esfuerzo físico. Y por otro lado vivimos en un mundo a veces tan gris y monótono, que pienso que la revolución tiene que empezar dentro de cada uno y siempre se manifiesta en colores: los colores de la naturaleza, de las infinitas opciones, del eclecticismo, de las dudas, del compromiso, de la celebración de la vida, de las emociones y de tantas cosas…"
The Pinker Tones (2006) 

### Segunda etapa (2012-actualidad)
En 2012 The Pinker Tones desarrollaron un nuevo proyecto orientado al público infantil denominado Flor & Rolf: una serie de libro-CD integrados por composiciones e historias para los más pequeños, con inteligencia y sensibilidad, que transmiten valores positivos como el respeto a la diversidad y la naturaleza como bases del proyecto. Desde entonces esta colección ha publicado cuatro volúmenes combinando libros y CD y poniendo música y canciones a las aventuras en un símil de musical infantil: Flor & Rolf, Flor & Rolf en el Círculo Polar, Flor & Rolf en Londres y Flor & Rolf en el Amazonas. Todos ellos han ido acompañados por una gira nacional de presentación de cada obra en pequeños auditorios y teatros.

"Es una historia de amor transatlántico entre una niña latina de Nueva York y un niño medio alemán de Barcelona. El niño que curiosamente tiene gafas grandes… Nosotros dos somos medio alemanes, entonces eso es real, y nuestra abuela tocaba el ukelele como la abuela de Rolf"
The Pinker Tones (2013) 

A lo largo de la trayectoria de Flor & Rolf artistas, que ya participaron de la etapa anterior del dúo, han colaborado en las nuevas grabaciones: Manu Chao, Albert Pla, Alex Borstein, Silvia Pérez Cruz, Moreno Veloso, Judit Nedderman, Adrià Salas (La Pegatina), Virginia Maestro, Pere Jou (4RT Primera), David Brown (Brazzaville), Xavi Lozano, Jon Cottle, Juzz Ubach, Landry el Rumbero, Eva Wikström, Clara Cortés y DJ Niño este último acompañando a The Pinker Tones también en directo.

"A los niños se les puede explicar prácticamente todo… son capaces de captar muchas sutilizas… Lo que nosotros hemos visto mucho, sobre todo en música infantil más que literatura infantil, es que a veces se trata a los niños como si fueran tontos. Los niños no son tontos. ¡Son muy listos!."
The Pinker Tones (2013) 

En 2016, "participan" en la película de El pregón escribiendo y tocando las canciones de los protagonistas (Berto Romero y Andreu Buenafuente).

## Discografía
- The BCN Connection (2004)
- The Million Colour Revolution (2005)
- More Colours! The Million Colour Revolution Revisited Twice (2007)
- Wild Animals (2008)
- Modular (2010)
- Life In Stereo (2012)